# Tessen
 (mai 2009).
Si vous disposez d'ouvrages ou d'articles de référence ou si vous connaissez des sites web de qualité traitant du thème abordé ici, merci de compléter l'article en donnant les références utiles à sa vérifiabilité et en les liant à la section « Notes et références ».

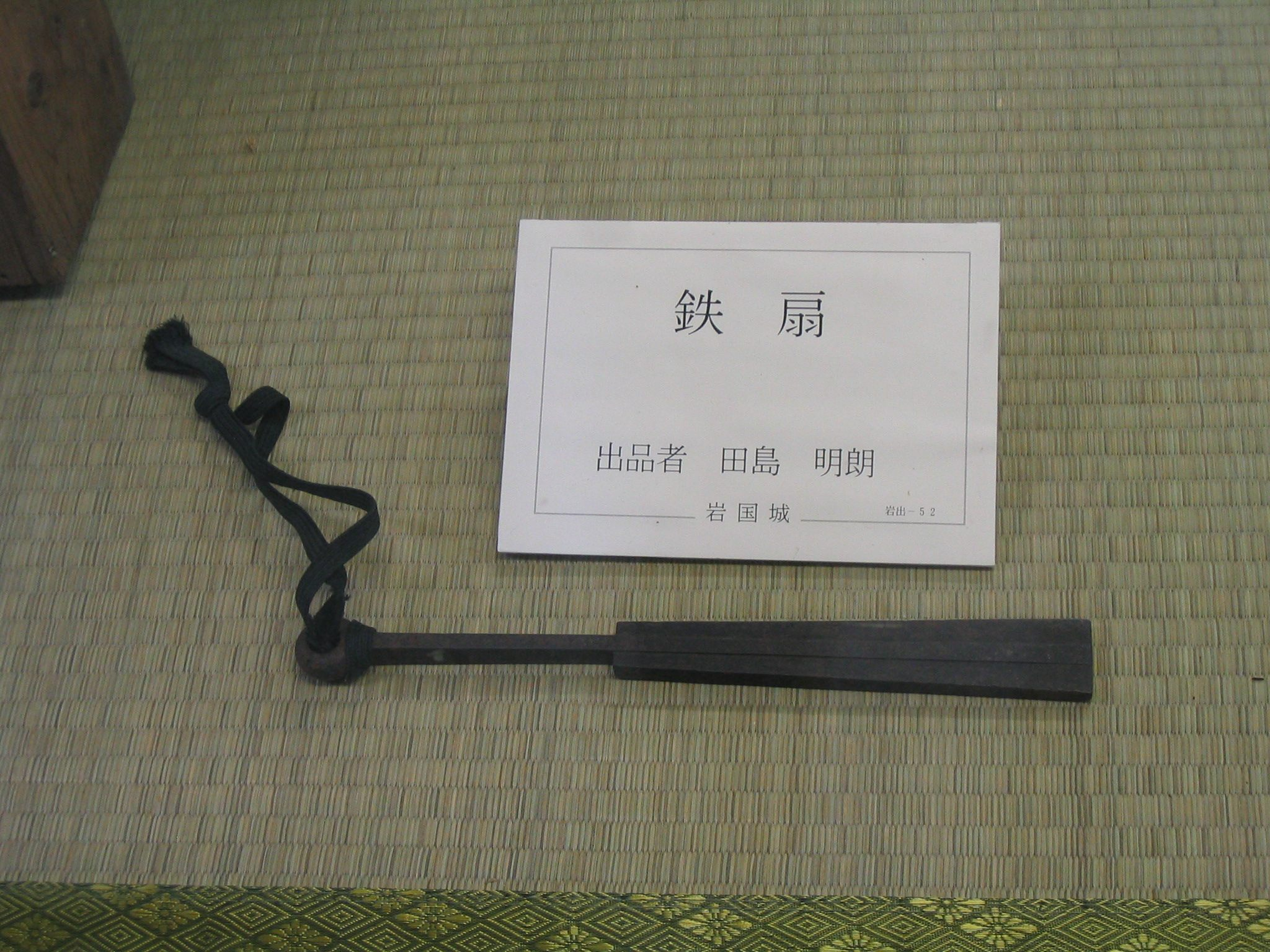
Un tessen, éventail en acier au château d'Iwakuni au Japon.

Le tessen (鉄扇) est une arme blanche japonaise en forme d'éventail qui se présente soit comme un éventail fonctionnel, constitué de lames liées entre elles et dépliable (ce qui présente l'avantage de pouvoir affûter les lames de façon à rendre l'arme tranchante), soit comme un bloc d'acier (renfermant parfois un couteau à l'intérieur) qui a la forme d'un éventail replié et qui sert à frapper et à parer.
Le tessen est un gunbai (éventail de guerre) se rapprochant plus de la forme européenne de l'éventail que de la forme du gunbai traditionnel, qui est un panneau fixe sur un manche. Bien que c'était l'arme des hommes nobles et des commandants, les femmes savaient toutes l'utiliser et elles en portaient un en permanence sur elles si elles n'avaient pas de kaiken, un petit aiguchi caché dans la ceinture du kimono. Le tessen étant une arme discrète et « passe partout », il fut souvent utilisé par les ninjas dont les armes devaient être indécelables (car même s'il y a une différence notable de taille entre un éventail réel et un tessen, il était aisé de se faire passer pour un marchand soucieux de sa protection et, donc, de justifier le port du tessen sans attirer les soupçons).[réf. nécessaire]
Les samouraïs utilisaient souvent les tessen comme armes défensives dans les palais des daimyo ou des shogun qui interdisaient souvent le port d'un sabre ou d'un couteau dans leurs demeures. D'autre part, une arme de petite taille est logiquement bien plus pratique à utiliser en milieu restreint, comme dans un couloir ou une pièce d'un château.
Les techniques de combats développées avec cette arme sont appelées tessen-jutsu. Le tessen-jutsu met surtout en avant des frappes, des parades et des clefs, ne se concentrant pas sur la tranche puisque les éventails tranchants n'étaient ni majoritaires ni particulièrement efficaces (un éventail tranchant n'est bon qu'à faire des coupures peu profondes, or une entaille faite avec une lame de cette taille et de cette forme n'aurait pas suffi à neutraliser un adversaire, sauf si on frappait à la gorge), sans parler du fait que si on doit se défendre de l'attaque d'un assassin, il est bien plus utile de le neutraliser pour le faire parler que de le tuer.
Le tessen reste donc une arme essentiellement défensive, même si le ninjutsu reste très libre sur la manière d'utiliser les armes, auquel cas le tessen devenait une arme parfaite pour un assassin.